# LST-3 (戦車揚陸艦)
LST-3 (USS LST-3)は、第二次世界大戦中にアメリカ海軍が運用したLST-1級戦車揚陸艦である。

## 建造
LST-3は、1942年6月29日にアメリカ・ペンシルバニア州ピッツバーグのドラヴォ・コーポレーションによって起工された。1942年9月19日に進水、1943年2月8日にアメリカ海軍へ就役し、初代司令官にはロイ・バトラー海軍大尉が就任した。

## 艦歴

### アメリカ海軍
第二次世界大戦が勃発すると、LST-3は以下の戦いに従事した。
- ハスキー作戦 - 1943年7月9日から8月17日
- 南部フランス侵攻 - 1944年8月15日から9月25日

1944年12月23日にチュニジアのビゼルトでアメリカ海軍としての職を解かれ、イギリス海軍に渡った。

### イギリス海軍
1944年12月24日に同じくビゼルトでイギリス海軍所属のHM LST-3として運用された。運用中、イタリアのメッシーナやブリンディジ、ベニス、ナポリといった都市やマルタ、ジブラルタルなどを訪れている。第二次世界大戦終結後の1945年9月28日、タラントで艦体修理を行った。

## 戦後
1946年4月、大戦終結により役目を終えたHM LST-3は、本国アメリカへと帰還し、翌月5月にアメリカ海軍へ再び就役する。しかし1946年6月19日、アメリカ海軍を除籍処分となり、1947年9月10日に廃棄のため売られた。
戦いの成果から、従軍星章2個を贈られている。